# Memorie del Terzo Reich
(Parte prima, capitolo settimo "L'Obersalzberg")
Memorie del Terzo Reich (in tedesco: Erinnerungen) è un libro di memorie scritto da Albert Speer, gerarca nazista e architetto personale di Adolf Hitler.

## Genesi
Una prima bozza delle sue memorie fu redatta da Speer quando si trovava a Spandau, dopo essere stato condannato a vent'anni di carcere dal processo di Norimberga per l'uso di lavoratori forzati nell'industria bellica tedesca. Dopo il carcere le memorie furono riorganizzate e scritte a macchina e dopodiché pubblicate, con l'aiuto di Joachim Fest, in due libri distinti: le Memorie del Terzo Reich e I diari segreti di Spandau.

## Struttura
- Parte prima
  - I: Le mie origini e la mia giovinezza
  - II: Professione artistica e professione ideologica
  - III: Su un nuovo binario
  - IV: Il mio catalizzatore
  - V: Architettura da megalomani
  - VI: Il mio lavoro più importante
  - VII: L'Obersalzberg
  - VIII: La nuova Cancelleria del Reich
  - IX:Ventiquattr'ore alla Cancelleria
  - X:Il piena esaltazione imperiale
  - XI: Il globo terraqueo
  - XII: Inizio del declino
  - XIII: L'eccesso
- Parte seconda
  - XIV: Il nuovo compito
  - XV: Improvvisazione organizzata
  - XVITroppo tardi
  - XVII: Hitler comandante supremo
  - XVIII: Intrighi
  - XIX: Numero due nella gerarchia dello stato
  - XX: Bombe
  - XXI: Hitler nell'autunno del 1943
  - XXII: In discesa
- Parte terza
  - XXIII: La mia malattia
  - XXIV: La guerra perduta tre volte
  - XXV: Ordini sbagliati, armi miracolose, e SS
  - XXVI: Operazione "Walkure"
  - XXVII: L'ondata da Occidente
  - XXVIII: Il crollo
  - XXIX: La dannazione
  - XXX: L'ultimatum di Hitler
  - XXXI: Cinque minuti dopo le dodici
  - XXXII: L'annientamento
- Epilogo
  - XXXIII: Tappe della prigionia
  - XXXIV: Norimberga
  - XXXV: Conclusione

## Sinossi

### Parte prima
Speer racconta le lotte di potere interne al partito stesso e gli eventi più significativi: la notte dei lunghi coltelli, l'Anschluss, la cessione della Boemia e della Moravia, la Notte dei cristalli, la fuga di Hess e ovviamente lo scoppio della Seconda Guerra Mondiale. Inoltre riflette sugli aspetti dittatoriali del regime in cui è stato coinvolto: l'impossibilità di riflettere su ciò che stava facendo, le lotte di potere interne per assicurarsi l'appoggio del Fuhrer e soprattutto il suo strapotere tale da far cessare obiezioni in campo tecnico o estetico e imporre decisioni folli come quella di continuare i lavori per Berlino durante la guerra. Speer inoltre racconta gli aspetti della personalità di Hitler come la noiosa routine (in tempo di pace), l'ipocondria, la megalomania e le contraddizioni umorali vicine alla schizofrenia, ma anche il rispetto verso i tecnici e l'amore verso l'architettura e opinioni diverse dagli stessi membri del suo partito, come il desiderio di conservare viva la chiesa dopo l'avvento del nazismo. Oltre all'analisi della figura di Hitler, Speer tratta anche della corruzione dei suoi più fedeli sottoposti come Göring e Goebbels, del primo descrivendo l'attività predatoria nei confronti delle opere artistiche francesi dopo l'occupazione, del secondo il libertinaggio che lo portò a violenti scontri e ricatti con la moglie e inoltre critica l'ignoranza dei Gauleiter. Speer sostiene di aver visto i segni della decadenza del sistema nazista proprio dal tipo di architettura megalomane e pomposa che Hitler gli aveva commissionato.

### Parte seconda
Gli viene comunicata la morte, per un misterioso incidente aereo di Fritz Todt, ministro delle Costruzioni e degli Armamenti e Speer ritiene che verrà nominato solo Ministro delle Costruzioni, con la suddivisione del precedente ministero, mentre Hitler, per evitare che Goring assumesse troppo potere facendo rientrare il ministero sotto il Piano quadriennale, decide che Speer assuma tutti gli incarichi di Todt, benché sia del tutto impreparato nel campo degli armamenti. Tuttavia, avendo già collaborato con l'aviazione come architetto, Speer riesce a imparare rapidamente il proprio compito anche grazie all'obbedienza assoluta dei sottoposti, procuratagli da un discorso di Hitler in suo favore, e che gli permetterà di avere una sottomissione solo formale a Goring all'interno del Piano quadriennale. Le prime riforme di Speer tendono a riorganizzare il sistema produttivo degli armamenti,  facendo in modo che ogni fabbrica si preoccupi di una sola tipologia di arma e ottenendo risultati strabilianti. Altro aspetto di cui Speer si cura nelle sue riforme, è una “democratizzazione” dell'impresa, in cui i dirigenti di rango inferiore sono invitati a decidere autonomamente. Speer entra anche in contatto con Heisenberg e prova a finanziare la ricerca nucleare ma, dato il disinteresse di Hitler e la lentezza del progetto decide di interrompere l'iniziativa. Speer prova a convertire la Germania in un'economia di guerra totale: cerca di imporre l'interruzione delle opere civili inutili, di combattere il dispendioso modo di vivere della classe dirigente, di aumentare l'orario di lavoro dei dipendenti pubblici dell'amministrazione e di ridurre la servitù della classe alta per portare nuovi lavoratori all'industria bellica e di farvi lavorare anche le donne, di combattere l'eccessiva burocrazia,  e di mettere sotto il suo controllo anche l'industria di armamenti della marina militare per poter lavorare a un tipo di sottomarino di più veloce realizzazione. Tra le varie riforme, solo quest'ultima riesce ad ottenere piena attuazione grazie all'aiuto di Dönitz, mentre le altre saranno ostacolate da Bormann, che vuole evitare che il potere si accentri nelle mani di Speer,  opposizione condivisa anche da Lammers, Keitel e Sauckel, il quale presenterà dati falsi sul numero di lavoratori stranieri deportati in Germania per l'industria bellica. Speer collaborerà con Goebbels per ridurre l'influenza di Bormann su Hitler ma l'intrigo fallirà a causa dell'ostilità tra Göring e Goebbels. Un altro dei problemi che Speer affronta mentre è ministro sono i bombardamenti sulle città tedesche (in particolar modo il bombardamento di Amburgo) e sui centri produttivi come la Ruhr, che rischieranno di mettere in ginocchio il sistema produttivo, ma dato che gli Alleati tentavano molti più bombardamenti a tappeto che strategici, le industrie riescono a mantenere standard di produzione accettabili mentre tentativi equivalenti di bombardamenti strategici, proposti da Speer, si rivelano impossibili per l'eccessiva debolezza dell'aeronautica tedesca. Nonostante gli sforzi di Speer, in sede del gran consiglio Hitler stesso commette gravi errori come l'intromissione in affari tecnici e il rifiuto di far ritirare le truppe da zone pericolose del fronte anche quando questo avrebbe preservato le vite di numerosi soldati- Questi errori portano alla catastrofe di Stalingrado  a cui i gerarchi del Reich reagiscono nei più diversi modi: Goebbels con la disillusione, Goring al contrario nutrendo false speranze e negando la realtà, Keitel con la bieca sottomissione agli ordini, Bormann tentando di accrescere il proprio potere personale. Hitler, invece, sconfitto e affaticato, si chiude sempre più in sé stesso, perde l'appoggio popolare e comincia a diventare insensibile alle critiche e sempre più lontano dalla realtà in campo militare. Nel tentativo di rafforzare la produzione degli armamenti, Speer prova quindi ad impedire la deportazione in massa di lavoratori dalla Francia e dagli altri territori occupati, creando delle fabbriche protette che avrebbero prodotto beni di consumo civile per la Germania, in modo da convertire la maggior parte delle fabbriche tedesche in industrie belliche. Il suo piano trova però l'opposizione dei Gauleiter e così Speer si rivolge al nuovo ministro dell'Interno, Himmler, per rafforzare l'autorità del governo e forzare i Gauleiter a convertire le industrie civili. La forte opposizione di Bormann però fa fallire il progetto e fa perdere a Hitler fiducia nei confronti di Speer. Nuovi scontri con il Fuhrer si avranno quando Speer mostra come la perdita delle miniere di Nikopol non avrà gravi ripercussioni sull'industria, pretesto utilizzato da Hitler per tentare la resistenza a oltranza e quando Speer ha un nuovo contrasto con Sauckel nel tentativo di far cessare definitivamente le deportazioni per non rafforzare le forze partigiane. Sempre più in contrasto con le forze del partito e screditato agli occhi di Hitler, Speer prima si prende una pausa con un viaggio nell'estremo nord e poi, al suo rientro, cade malato.

### Parte terza
Durante la sua malattia, Speer è lontano dal centro di potere rappresentato da Hitler e diviene presto vittima dei complotti dei gerarchi a lui rivali: Bormann, facendo mettere al suo posto Xaver Dorsch e facendo sorvegliare dalla Gestapo molti suoi collaboratori, cerca di mettere il suo ministero sotto il controllo del partito, mentre Himmler arriva a tentare di assassinarlo mediante il suo medico Karl Gebhardt. Ormai allontanato dalla figura di Hitler e non volendo ricoprire un ruolo politico in una Germania che si avvia alla catastrofe, Speer medita di dimettersi definitivamente dalla sua carica, ma i suoi collaboratori lo implorano di restare per, con la sua dirigenza nel campo dell'industria, impedire le distruzioni incondizionate, che già si stavano ventilando negli ambienti del Reich come ultimo tentativo di resistenza. Il fatto che Hitler voglia evitare, per ragioni propagandistiche, le dimissioni di un suo stretto collaboratore, permettono a Speer di ritornare in carica, anche se i suoi rapporti con il Führer non saranno più gli stessi Infatti, appena tornato al potere, Speer si trova di fronte al collasso della Germania nazista: da un lato, lo sbarco in Normandia, dall'altro il totale crollo del fronte aereo, con i bombardamenti alleati che riescono a fermare completamente la produzione tedesca e nel frattempo un Hitler sempre più lontano dalla realtà e che minaccia una distruzione totale in caso di sconfitta. A peggiorare questa situazione contribuisce una serie di ordini sbagliati come quello di usare V2 invece di concentrarsi su armi di difesa aerea e di usare i caccia al fronte e non per contrastare l'aviazione nemica. Speer entra per la prima volta in contatto con i prigionieri dei campi di concentramento nazisti adottati dall'industria bellica e ne resta profondamente impressionato. Speer racconta anche dell'attentato del 20 luglio, in cui si trova a casa di Goebbels mentre Berlino viene circondata da truppe militari con l'ordine di arrestare i gerarchi del partito e assiste alla conversazione tra Goebbels e Otto Ernst Remer dove quest'ultimo viene convinto dal primo che Hitler è ancora vivo. Dopo l'attentato, vi è una serie di epurazioni contro i generali e i dirigenti che sono o si credono coinvolti in azioni antigovernative e lo stesso Speer rischia di rimanerne coinvolto in quanto, in una scheda trovata successivamente, i ribelli lo avevano indicato come possibile Ministro degli Armamenti nella Germania posthitleriana, tuttavia Speer, riconfermando a Hitler stesso la sua lealtà, riesce a sfuggire alla paranoia dei dirigenti del partito.

## Una descrizione della gerarchia del Reich
Le memorie di Speer hanno rivoluzionato lo studio della Germania nazista. Prima dell'uscita del libro la visione comune della nazione era quella di un paese monolitico e che fosse precipitato solo nelle fasi finali del conflitto. La realtà che Speer mette in mostra è che la Germania era in preda a gravi problemi ben prima del disastro militare: conflitti interni, eccessiva burocrazia, lotte per il potere, sovrapposizioni di competenze, ignoranza e opportunismo. Speer arriva a definire quella di Hitler come una vera e propria corte. Secondo Speer, durante la metà degli anni 1930, dopo aver ottenuto poteri dittatoriali, Hitler aveva abitudini di lavoro estremamente instabili che comprendevano il rimanere alzati fino a tardi (in genere fino alle 5:00 o 6:00) e poi dormire fino a mezzogiorno, passare ore e ore ai pasti e feste del tè, e di sprecare sia il suo tempo e che quello dei suoi colleghi con film e lunghi, ripetitivi e noiosi monologhi. Il sistema nazista era, dal suo leader in giù, molto insufficiente e carente e la stessa leadership, impegnata in scontri di potere e coinvolta da una sostanziale ambiguità dei compiti, non riusciva a coordinarsi e a dare al paese risposte adeguate nei periodi più bui.